# هومر جاكوبسون
هومر جاكوبسون (بالإنجليزية: Homer Jacobson)‏ هو أستاذ جامعي وكيميائي أمريكي، ولد في 27 نوفمبر 1922 في كليفلاند في الولايات المتحدة.